# سئونی
سئونی (به انگلیسی: Seoni) یک منطقهٔ مسکونی در هند است که در بخش سونی واقع شده‌است. سئونی ۴۰ کیلومتر مربع مساحت و ۱۰۲٬۳۴۳ نفر جمعیت دارد و ۶۱۱ متر بالاتر از سطح دریا واقع شده‌است.